# Wyprawa na żmirłacza

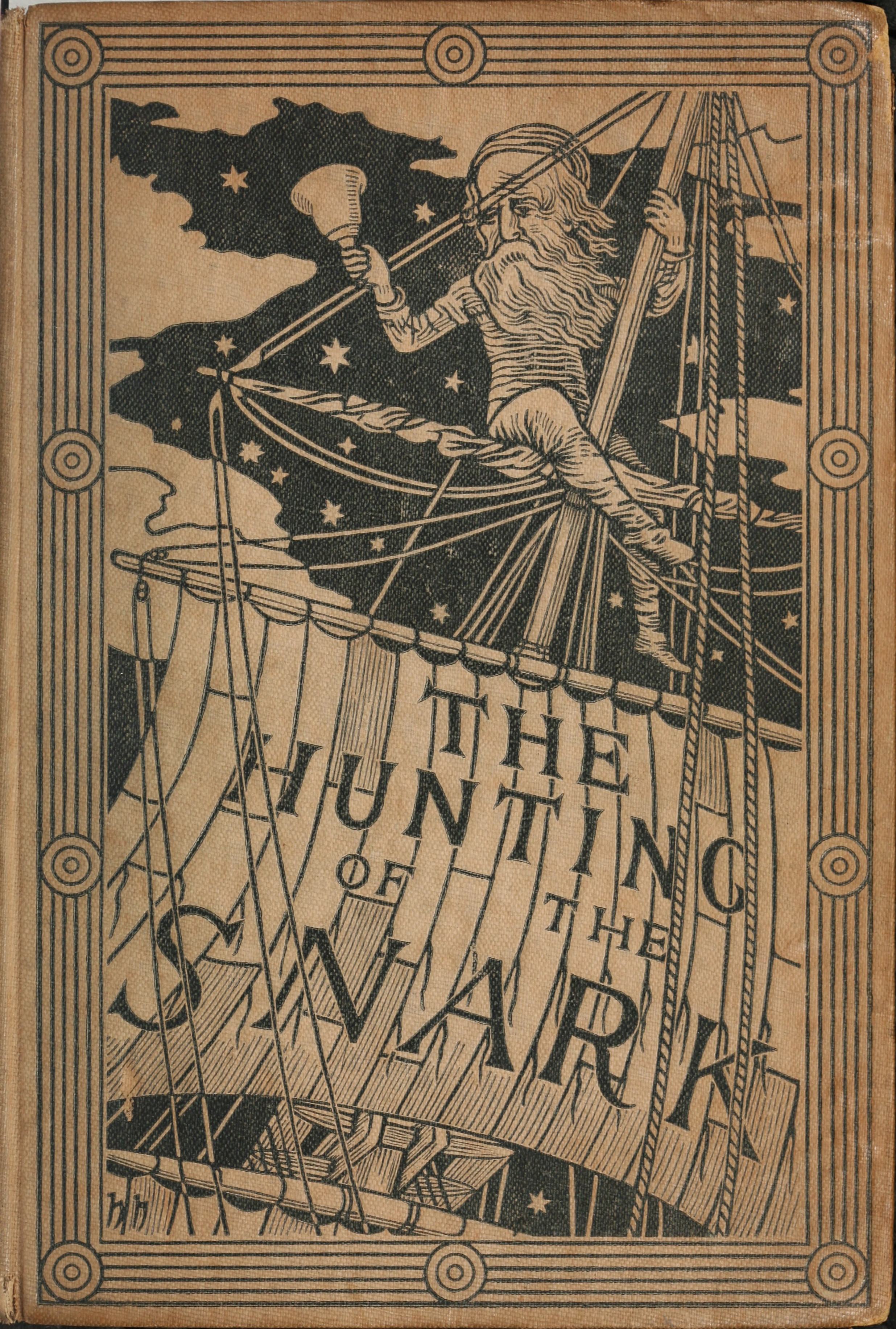
Okładka The Hunting of the Snark z 1876 r. Ilustacja Henry'ego Holiday'a dla wydawnictwa Macmillan Publishers

Wyprawa na żmirłacza (ang. The Hunting of the Snark) – poemat purnonsensowy napisany przez Lewisa Carrolla. Ukazał się w 1876 roku. Ilustracje do pierwszego wydania stworzył brytyjski grafik Henry Holiday.

## Geneza
Istotnym dla powstania poematu był okres, kiedy Carroll opiekował się swoim chorym na gruźlicę chrześniakiem i krewnym, Charlesem Hassardem Wilcoxem. Podczas spaceru 18 lipca 1874 w Guildford, gdzie przebywał chory, Dodgson (Carroll) wymyślił zdanie „for the Snark was a Boojum, you see” (wg Roberta Stillera: „bo ów żmirłacz był bubołakiem”), które stało się ostatnim zdaniem poematu, jaki zaczął niedługo potem tworzyć. Autor twierdził, iż nawet on sam nie zna znaczenia tych słów. Pierwsza część została ukończona 22 lipca.
Poemat został wydany razem ze wstępem autora, który zawiera nieco wyjaśnień na temat kształtu dzieła i jego nonsensownej natury. Według samego Carrolla dzieło to jest przykładem dzieła, któremu trudno przypisywać jakiekolwiek znaczenia. Carroll stwierdził, że można je interpretować na wszelkie możliwe sposoby, a on sam akceptuje wszystkie dobre interpretacje, spośród których zwrócił uwagę na teorię pewnej kobiety, według której był to poemat o poszukiwaniu szczęścia.

## Fabuła
Poemat przedstawia losy ekscentrycznej załogi statku, która wyrusza na poszukiwanie niezwykłej istoty – żmirłacza (snark). Jego groźną odmianą jest bubołak (boojum), któremu nikt nie jest w stanie stawić czoła – bohaterowie obawiają się spotkania z nim. W trakcie polowania na wyspie ujawniona zostaje ich bezradność. Jedynym członkiem załogi, któremu udaje się odnaleźć żmirłacza jest młody i zagubiony Bułkarz – jednak żmirłacz okazuje się być bubołakiem, a Bułkarz znika w niewyjaśnionych okolicznościach.

## Bohaterowie
Nazwy postaci podane według przekładu Roberta Stillera:
- Brzękacz (ang. Bellman) – dowódca załogi. Posiada dzwonek, którym często dzwoni przy różnych okazjach, również kiedy chce powiedzieć coś ważnego. Powtarza, że co rzekł po trzykroć jest prawdą. Pokazuje załodze mapę oceanu, która jest pustą kartą.
- Bułkarz (ang. Baker) – najbardziej zagadkowy z członków załogi. Nie pamięta swojego imienia. Wspomina swojego wujka, który opowiedział mu o żmirłaczu i ostrzegł go przed bubołakiem. Jak wskazuje przezwisko, być może jest piekarzem - potrafi jednak jedynie upiec tort weselny, co dla załogi statku jest bezużyteczne.
- Bucyput (ang. Boots) – boots był określeniem nisko postawionego członka załogi; istnieje spór co do tożsamości tej postaci, zob. punkt niżej.
- Bereciarz/„Kapelusznik, co berety szył jeno” (ang. Bonnet-maker) – przezwisko tej postaci odwołuje się do bonetek francuskich, dawnego rodzaju kobiecego nakrycia głowy. Niektórzy twierdzą, że Bonnet-maker to ta sama postać, co Boots, gdyż to drugie przezwisko może być rozumiane jako połączenie (tzw. portemanteau word, mocno kojarzone z twórczością Carrolla) od wyrażenia maker of bonnets and hoods („twórca bonetek i kapturków”). Argumentem przemawiającym za jednością tych postaci jest fakt, że Boots nie pojawia się na żadnej z oryginalnych ilustracji. Profesja może przypominać postać Kapelusznika z Przygód Alicji w Krainie Czarów.
- Brechacz (ang. Barrister) – prawnik, adwokat. W jednej z części poematu ma sen o bronieniu w sądzie świni oskarżonej o ucieczkę z chlewu.
- Brakarz (ang. Broker) – komornik lub osobnik odpowiedzialny za wycenę przedmiotów. Według opisu załogi, jest odpowiedzialny za wycenę majątku ze statku.
- Bilardzista (ang. Billiard-maker) – pracownik sali bilardowej, który notuje kredą wyniki graczy.
- Bankier (ang. Banker) – bankier, skupiony w swoim zachowaniu na kwestiach finansowych. Trzyma pieczę nad pieniędzmi załogi.
- Bóbr (ang. The Beaver) – zwierzęcy członek załogi. Z początku nieufny wobec Bydłobójcy, z czasem zaprzyjaźnia się z nim.
- Bydłobójca (ang. Butcher) – z uwagi na swoją profesję (rzeźnik) postrach Bobra. Potem zbliżył się do niego, gdy poznali się lepiej.

## Polskie przekłady
Autorem najbardziej znanego polskiego przekładu jest Robert Stiller. Jego wersja, opublikowana pod tytułem Wyprawa na żmirłacza po raz pierwszy ukazała się nakładem Wydawnictwa Morskiego w 1982 roku. Nakład wynosił 200 000 egzemplarzy.
Stanisław Barańczak opublikował swoje tłumaczenie jako Łowy na Snarka w 1998 roku.
Nowym tłumaczeniem jest Obławantura przez Wążarłacza i Łowybryki wokół Żreka przetłumaczona przez Wojciecha Manna wraz z Grzegorzem Wasowskim (Wydawnictwo Wasowscy, 2012).

## W kulturze
- Mike Batt stworzył musical na podstawie dzieła, którego premiera miała miejsce 1 kwietnia 1987 w Royal Albert Hall. Początkowo dzieło istniało jako album koncepcyjny (1984)[4][5].
- W 2023 r. premierę miała adaptacja filmowa, wyreżyserowana przez Simona Davison[6].
- W 21. odcinku serialu Lewis (sezon 6.) Wyprawa na żmirłacza jest ważną częścią fabuły[7].
- Roślina Fouquieria columnaris jest znana również jako drzewo Boojum, biorąc nazwę od istoty wymyślonej przez Carrolla[8][9].
- W 2015 r. powstał film animowany The Hunting of the Snark (reż. Saranne Bensusan)[10].
- Żmirłacz jest pojęciem matematycznym związanym z teorią grafów.
- Na terenie Andamanów i Nikobarów istnieją miejsca nazwane Snark Island (Wyspa Żmirłacza) i Boojum Rock (Skała Boojum).
- Kanadyjski ilustrator Mahendra Singh stworzył ilustrowaną adaptację dzieła w estetyce nawiązującej do komiksu oraz starych rycin[11]. W jego wersji pośród postaci odnaleźć można podobizny Zygmunta Freuda, Karola Marksa czy samego Lewisa Carrolla (jako Bułkarza).
- W Cambridge w 1934 r. powstał Klub Żmirłacza (The Snark Club), który skupia miłośników poematu i corocznie organizuje czytanie dzieła[12].
- Pisarz science fiction Mike Resnick napisał opowiadanie Łowy na Snarka, które w Polsce ukazało się w Nowej Fantastyce (10/2000) oraz w antologii jego opowiadań zatytułowanej Słonie na Neptunie (Wydawnictwo Solaris 2011)[13][14].

## Zobacz również
- Żmirłacz (postać literacka)
- Żmirłacz (teoria grafów)
- Fouquieria columnaris
- Pure nonsense